# 林真理子
林 真理子（はやし まりこ、1954年〈昭和29年〉4月1日 - ）は、日本の小説家、エッセイストである。有限会社林真理子企画事務所代表取締役。日本文藝家協会理事長、日本ペンクラブ会員、学校法人日本大学理事長、株式会社GENDA社外取締役。166㎝。

## 人物
山梨県山梨市出身。山梨県立日川高等学校、日本大学藝術学部文芸学科卒業。
コピーライターとして活動の後、作家として1982年（昭和57年）に出版したエッセイ集『ルンルンを買っておうちに帰ろう』が、処女作にしてベストセラーとなった。さらに1986年（昭和61年）には、『最終便に間に合えば』『京都まで』で直木賞を受賞し、小説家としての地位を確立した。林の功績は、 1980年代以降において、「ねたみ・そねみ・しっとを解放」したことであるとも評される。
2022年現在、直木賞のほか、講談社エッセイ賞、吉川英治文学賞、中央公論文芸賞の各選考委員を務めている。

### 経歴
大学卒業後、アルバイトをしながら宣伝会議のコピーライター養成講座を受講。1979年（昭和54年）、秋山道男が編集していた西友ストアのPR雑誌『熱中なんでもブック』（のちに『青春評判ブック』）の編集スタッフとなる。1981年（昭和56年）、西友ストア向け広告コピー「つくりながら、つくろいながら、くつろいでいる。」でTCC（東京コピーライターズクラブ）新人賞を受賞。
1982年（昭和57年）、エッセイ集『ルンルンを買っておうちに帰ろう』を発表して、エッセイストとしてデビュー。同書はベストセラーになる。直木賞に第91回から4期連続で候補となり（第91回『星影のステラ』、第92回 『葡萄が目にしみる』、第93回『胡桃の家』）、1986年（昭和61年）、前年に発表した『最終便に間に合えば』『京都まで』で第94回直木賞を受賞、作家として認められる。翌1987年（昭和62年）には、日米の交流を目的としたインターナショナル・ビジター・リーダーシップ・プログラムに参加した。
1993年（平成5年）から、初めて文芸雑誌『文學界』に連作を書いた（『文学少女』）。1995年（平成7年）、『白蓮れんれん』で第8回柴田錬三郎賞を受賞、1998年（平成10年）、『みんなの秘密』で第32回吉川英治文学賞を受賞、2013年（平成25年）、『アスクレピオスの愛人』で第20回島清恋愛文学賞を受賞。2011年にレジオンドヌール勲章シュヴァリエに叙された。
2018年、紫綬褒章を受賞。
2020年5月、日本文藝家協会理事長に女性として初めて選出された。同年9月文部科学省文化審議会委員（文化功労者選考分科会分属）。同年10月13日、第68回菊池寛賞を受賞した。同年10月14日には、『週刊文春』で連載のエッセイ（「今宵ひとりよがり」「今夜も思い出し笑い」「マリコの絵日記」「夜ふけのなわとび」）の通算連載回数が1655回（同年7月2日時点）に達し、「同一雑誌におけるエッセイの最多掲載回数」としてギネス世界記録に認定された。
2022年7月1日、日本大学理事長に女性として初めて就任。同年11月、第4回野間出版文化賞を受賞。
2023年に発覚した日大アメリカンフットボール部の違法薬物事件においては、日大が設置した第三者委員会から、林や酒井健夫学長ら幹部が、不都合な事実を 矮小化し、自分に都合よく解釈して対応にあたった結果、大学の信用を大きく傷つけたと指摘された。一方、林が大麻使用に関する報告を受けたのは、沢田康広副学長が大麻と疑われる植物片を発見したのが7月6日なのに対し13日になってからで、ガバナンスの前提となる報告ルールが不備だったとした。林が調査の指示を出さず、理事会に報告しなかったことは著しく不適切な対応としながらも、「巨大な組織であることに鑑みれば、理事長個人の責任というより、組織対応の問題」とされた。11月22日、日大の臨時理事会が開かれ、林に対して報酬の50%減、沢田副学長に即時辞任、酒井学長には年度末での辞任をそれぞれ勧告した。林は受け入れる意向を示したという。
同月27日、辞任を強要するなどのパワハラを行ったとして沢田副学長から1千万円の損害賠償を求めて提訴されたが、2025年5月9日、東京地裁はパワハラに当たらないと判断し、沢田の請求を棄却した。

## 私生活
1990年（平成2年）、36歳でサラリーマンと見合いをして結婚。親族向けの披露宴はトゥール・ダルジャンを借り切って、親族以外の人を招いた披露パーティーは赤坂プリンス旧館で会費制で行った。その後、1999年（平成11年）2月に44歳で長女を出産。
親友である中野翠は、林がはじめに勤めていた企業PR誌 『熱中なんでもブック』編集部の同僚である。また、映画監督の井上梅次が所有していた長野県軽井沢町の別荘を、梅次の娘であり林の友人である井上絵美から譲り受け、2015年頃から所有している。

## エピソード
- 江原啓之を1994年（平成6年）に雑誌『an・an』で対談して以来絶賛しており、江原の著書『幸運を引き寄せるスピリチュアルブック』（2001年）の帯に推薦文を書いた。
- 林のコピーライター時代にクライアントとして接した堤清二は、彼女の書くキャッチコピーが凡庸でダメ出しをしたことがあるが、ボディコピー（商品の説明文）には非常に光るものがあると感じたので、小説を書くように勧めたことがあるとインタビューで述べている[23]。
- 若い頃はアイドル作家と持て囃されていたが容姿に見合わない扱いを赤塚不二夫にネタにされてしまったことがある[24]。赤塚のアシスタントだった長谷邦夫は、林がその内容に激怒し出版社を恫喝して連載を打ち切りに追い込んだと述懐していたが、赤塚作品を研究する名和広によると、長谷の事実誤認[25]としている。また、作品自体は暫くして連載打ち切りとなっている[26]。
- 大学生時代、仲の良かった当時早稲田大学の学生の人から、ニッポン放送アナウンサー募集の話を聞いて「声がいいから」と勧められたが、試験当日風邪をひいたために断念したということがあった[27]。
- 1996年12月2日、藤岡信勝、西尾幹二らが中心となって「新しい歴史教科書をつくる会」の結成記者会見が開かれる。西尾は「この度、検定を通過した7社の中学教科書は、証拠不十分のまま従軍慰安婦の強制連行説をいっせいに採用した」との声明を発表。声明文には藤岡、西尾、小林よしのり、坂本多加雄、高橋史朗、深田祐介、山本夏彦、阿川佐和子、林の計9人が呼びかけ人として名を連ねた[28][29][30]。
- 横山秀夫の『半落ち』を巡る直木賞選考過程において、作品だけでなくその読者についてまで強い誹謗中傷を展開した。しかし、その作品講評の際に林が指摘した「物語の欠点」はこの作品の場合には必ずしも当てはまらないことが後に判明した。なお、この欠点に最初に気付いたのは北方謙三だったとされているが、北方自身はこれを大きな問題として指摘してはいない[31][32]。
- 自販機本『Jam』『HEAVEN』初代編集長の高杉弾とは大学時代の同級生で面識がある[33]。
- 2019年、「元号に関する懇談会」有識者委員となり、新元号「令和」制定に関わった[34]。

## 著作

### 単著

#### 夜ふけのなわとび（週刊文春連載エッセイ）
- 『今夜も思い出し笑い』文藝春秋、1985年4月30日。（のち文庫）
- 『夜ふけのなわとび』（文藝春秋 2005年 のち文庫）
- 『マリコ、カンレキ!』文藝春秋 2015 のち文春文庫
- 『マリコを止めるな！』文藝春秋〈文春文庫〉、2021年3月。ISBN 978-4-16-791665-7。
- 『Go Toマリコ』文藝春秋、2021年3月。ISBN 978-4-16-391339-1。
- 『マリコ、東奔西走』文藝春秋、2023年3月 ISBN 978-4-16-391671-2 / 文春文庫(2025年3月)
- 『マリコ、アニバーサリー』文藝春秋、2024年3月 ISBN 978-4163918198
- 『マリコにもほどがある!』文藝春秋、2025年3月 ISBN 978-4163919539

#### 1980年代
- 『ルンルンを買っておうちに帰ろう』（主婦の友社 1982年 のち角川文庫）
- 『夢見るころを過ぎても』（主婦の友社 1983年 のち角川文庫）
- 『幸せになろうね-働くおんなの意地とマコト けなげに上手にワーキング!』（光文社カッパ・ビジネス 1983年 のち光文社文庫）
- 『花より結婚きびダンゴ』（CBS・ソニー出版 1983年 のち角川文庫）
- 『ルンルン症候群』（角川書店 1983年 のち文庫）
- 『星に願いを』（講談社 1984年 のち文庫）
- 『街角に投げキッス』（角川書店 1984年 のち文庫）
- 『林真理子スペシャル―ルンルンだけじゃ、ものたりなくて』（角川書店 1984年）
- 『真理子の夢は夜ひらく』（角川書店 1984年 のち文庫）
- 『ふたりよがり : 対談集』文藝春秋、1984年12月15日。
- 『テレビしちゃった!』（CBS・ソニー出版 1984年）
- 『テネシーワルツ』（講談社 1985年 のち文庫）
- 『林真理子二枚目コレクション』（小学館 1985年）
- 『紫色の場所』（角川書店 1985年 のち文庫）
- 『最終便に間に合えば』（短編集 文藝春秋 1985年（直木賞）のち文庫）
- 『食べるたびに、哀しくって…』（角川書店 1985年 のち文庫）
- 『マリコ・その愛』（光文社文庫―イキナリ文庫 1986年）
- 『身も心も』（角川書店 1986年 のち文庫）
- 『真理子の青春日記＆レター』（角川文庫 1986年）
- 『愛すればこそ…』文藝春秋、1986年5月30日。（のち文庫）
- 『マリコ自身―イキナリ文庫』（光文社文庫 1986年）
- 『胡桃の家』（小説）新潮社 1986年 のち文庫）
- 『南青山物語―ルンルンパラダイス』（主婦の友社 1986年 のち角川文庫）
- 『美食倶楽部』（文藝春秋 1986年 のち文庫）
- 『言わなきゃいいのに…』文藝春秋、1987年5月25日。（のち文庫）
- 『失恋カレンダー』（角川文庫 1987年）のち集英社文庫
- 『戦争特派員(ウォーコレスポンデント)』（小説）文藝春秋 1987年 のち文庫）
- 『茉莉花茶を飲む間に』（小学館 1987年 のち角川文庫）
- 『こんなパリ、見たことある?』（文化出版局 1988年）
- 『マリコ・ストリート』（マガジンハウス 1988年 のち角川文庫）
- 『どこかへ行きたい』（角川文庫 1988年）
- 『東京胸キュン物語』（角川文庫 1988年）
- 『こんなはずでは…』（文藝春秋 1988年 のち文庫）
- 『満ちたりぬ月』（主婦の友社 1988年 のち文春文庫）
- 『キス・キス・キス』（角川書店 1988年）
- 『短篇集―少々官能的に』（文藝春秋 1988年 のち文庫）
- 『旅は靴ずれ、夜は寝酒』（角川文庫 1989年）
- 『余計なこと、大事なこと』（文藝春秋 1989年 のち文庫）
- 『幕はおりたのだろうか』（講談社 1989年 のち文庫）
- 『ローマの休日―小説ロマンチック洋画劇場』（角川書店 1989年 のち文庫）
- 『女のことわざ辞典』（講談社 1989年 のち文庫）
- 『イミテーション・ゴールド』（祥伝社 1989年 のち角川文庫）
- 『昭和思い出し笑い』（文藝春秋 1989年 のち文庫）

#### 1990年代
- 『美華（ミーハー）物語』（角川文庫 1990年）
- 『ウフフのお話』（文藝春秋 1990年 のち文庫）
- 『ミカドの淑女』（小説 新潮社 1990年 のち文庫）
- 『マリコ・ジャーナル』（角川文庫 1991年）
- 『そうだったのか…!』（文藝春秋 1991年 のち文庫）
- 『ウエディング日記』（角川文庫 1991年）
- 『次に行く国、次にする恋』（角川文庫 1992年）
- 『悲しみがとまらない―恋愛ソング・ブック』（角川書店 1992年 のち文庫）
- 『バルセロナの休日』（角川書店 1992年 のち文庫）
- 『原宿日記』（朝日新聞社 1992年 のち文庫、角川文庫）
- 『おとなの事情』（文藝春秋 1992年 のち文庫）
- 『トーキョー国盗り物語』（小説 集英社 1992年 のち文庫）
- 『ドレスがいっぱい』（童話 小学館 1992年）
- 『ワンス・ア・イヤー―私はいかに傷つき、いかに戦ったか』（角川書店 1992年 のち文庫）
- 『男と女のキビ団子』（祥伝社 1992年）
- 『着物の悦び―きもの七転び八起き』（光文社 1992年 のち新潮文庫）
- 『嫌いじゃないの』（文藝春秋 1993年 のち文庫）
- 『さくら、さくら―おとなが恋して』（講談社 1993年 のち文庫）
- 『文学少女』（連作 文藝春秋 1994年）
- 『天鵞絨物語』（光文社 1994年 のち新潮文庫、光文社文庫）
- 『ピンクのチョコレート』（幻冬舎 1994年 のち角川文庫）
- 『怪談―男と女の物語はいつも怖い』（文藝春秋 1994年 のち文庫）
- 『白蓮れんれん』（伝記小説 中央公論社 1994年 のち文庫、集英社文庫）
- 『林真理子のおしゃべりフライト』（プレジデント社 1994年）
- 『素晴らしき家族旅行』（毎日新聞社 1994年 のち新潮文庫、のち毎日文庫）
- 『そう悪くない』（文藝春秋 1994年 のち文庫）
- 『猫の時間』（朝日新聞社 1995年 のち文庫）
- 『女文士』（真杉静枝）（小説 新潮社 1995年 のち文庫）
- 『皆勤賞』（文藝春秋 1996年 のち文庫）
- 『東京デザート物語』（集英社 1996年 のち文庫）
- 『幸福御礼』（朝日新聞社 1996年 のち文庫、2023年9月 角川文庫）
- 『強運な女になる』（中央公論社 1997年 のち文庫）
- 『着物をめぐる物語』（新潮社 1997年 のち文庫）
- 『みんなの秘密』（連作小説 講談社 1997年（吉川英治文学賞）のち文庫）/新装版:2025年4月(講談社文庫)
- 『踊って歌って大合戦』（文藝春秋 1998年 のち文庫）
- 『葡萄物語』（角川書店 1998年 のち集英社文庫）
- 『世紀末思い出し笑い』（文藝春秋 1999年 のち文庫）
- 『コスメティック』（小学館 1999年 のち文庫）
- 『ロストワールド』（読売新聞社 1999年 のち角川文庫）
- 『美女入門』（マガジンハウス 1999年 のち角川文庫）

#### 2000年代
- 『みんな誰かの愛しい女』（文藝春秋 2000年 のち文庫）
- 『死ぬほど好き』（集英社 2000年）
- 『花探し』（新潮社 2000年 のち文庫）
- 『美女入門 pt.2』（マガジンハウス 2000年 のち角川文庫）
- 『ミスキャスト』（講談社 2000年 のち文庫）
- 『男と女とのことは、何があっても不思議はない』（PHP研究所 2001年 のち角川文庫）
- 『ドラマティックなひと波乱』（文藝春秋 2001年 のち文庫）
- 『美女入門 pt.3』（マガジンハウス 2001年 のち角川文庫）
- 『紅一点主義』（文藝春秋 2002年 のち文庫）
- 『初夜』（文藝春秋 2002年 のち文庫）
- 『花』（中央公論新社 2002年 のち文庫）
- 『20代に読みたい名作』（文藝春秋 2002年 「林真理子の名作読本」文庫）
- 『聖家族のランチ』（角川書店 2002年 のち文庫）
- 『年下の女友だち』（集英社 2003年 のち文庫）
- 『旅路のはてまで男と女』（文藝春秋 2003年 のち文庫）
- 『マリコの食卓』（ぺんぎん書房 2003年）
- 『死ぬほど好き』（集英社 2003年）
- 『トーキョー偏差値』（マガジンハウス 2003年 「美女のトーキョー偏差値」角川文庫）
- 『anego』（小学館 2003年 のち文庫）
- 『ミルキー』（講談社 2004年 のち文庫）
- 『野ばら』（文藝春秋 2004年 のち文庫）新装版　2020
- 『知りたがりやの猫』（新潮社 2004年 のち文庫）
- 『美女に幸あり』（マガジンハウス 2005年 のち文庫）
- 『アッコちゃんの時代』（新潮社 2005年 のち文庫）
- 『ウーマンズ・アイランド』（マガジンハウス 2006年 のち文庫）
- 『オーラの条件』（文藝春秋 2006年 のち文庫）
- 『秋の森の奇跡』（小学館 2006年 のち文庫）
- 『本朝金瓶梅』（文藝春秋 2006年 のち文庫）
  - 『本朝金瓶梅 お伊勢篇』（文藝春秋 2007年 のち文庫）
  - 『本朝金瓶梅 西国漫遊篇』（文藝春秋 2010年）のち文庫
- 『美女は何でも知っている』（マガジンハウス 2006年 のち文庫）
- 『私のスフレ』（マガジンハウス 2007年）『災い転じて美女となす 美女入門プレイバック』マガジンハウス文庫
- 『なわとび千夜一夜』（文藝春秋 2007年 のち文庫）
- 『グラビアの夜』（集英社 2007年 のち文庫）
- 『「綺麗な人」と言われるようになったのは、四十歳を過ぎてからでした』（光文社 2007年 のち文庫）
- 『美か、さもなくば死を』（マガジンハウス、2007年）のち文庫
- 『はじめての文学 林真理子』（文藝春秋 2007年）
- 『美貌と処世』（文藝春秋 2008年）のち文庫
- 『秘密』（ポプラ文庫 2008年）
- 『Ruriko』(浅丘ルリ子)（角川書店 2008年）のち文庫
- 『もっと塩味を!』（中央公論新社 2008年）のち文庫
- 『マリコ・レシピ original recipe book』（マガジンハウス 2008年）
- 『綺麗な生活』（マガジンハウス 2008年）のち文庫
- 『生き方名言新書 1 林真理子』（小学館 2008年）
- 『東京』（ポプラ文庫 2008年）
- 『結婚』（ポプラ文庫 2009年）
- 『嫉妬』（ポプラ文庫 2009年）
- 『約束』（ポプラ文庫 2009年）
- 『美は惜しみなく奪う』（マガジンハウス 2009年）のち文庫
- 『最初のオトコはたたき台』（文藝春秋 2009年）のち文庫
- 『私のこと、好きだった?』（光文社 2009年）のち文庫

#### 2010年代
- 『下流の宴』（毎日新聞社 2010年）のち文春文庫
- 『美女入門 pt.9 地獄の沙汰も美女次第』（マガジンハウス 2010年）のち文庫
- 『いいんだか悪いんだか』（文藝春秋 2010年）のち文庫
- 『六条御息所 源氏がたり 一、光の章』（小学館 2010年）『六条御息所 源氏がたり』小学館文庫 2016
  - 『六条御息所 源氏がたり 二 華の章』（小学館 2011年）
  - 『六条御息所源氏がたり 3 (空の章)』小学館 2012
- 『秘密のスイーツ』（ポプラ社 2010年）のち文庫
- 『秘密のスイーツ』いくえみ綾絵（児童書）（ポプラ社 2010年）のちポケット文庫
- 『やんちゃな時代』（文藝春秋 2011年）のち文庫
- 『アスクレピオスの愛人』新潮社 2012 のち文庫
- 『"あの日のそのあと"風雲録 夜ふけのなわとび 2011』文藝春秋 2012『銀座ママの心得』文庫
- 『中年心得帳』講談社 2012『野心と美貌 中年心得帳』文庫
- 『美女の七光り』マガジンハウス 2012 のち文庫
- 『桃栗三年美女三十年 an・an名物連載美女入門スペシャル』マガジンハウス 2012
- 『正妻 慶喜と美賀子』講談社 2013　のち文庫
- 『美女と呼ばないで』マガジンハウス 2013
- 『美女入門金言集 マリコの教え117』マガジンハウス 2013
- 『野心のすすめ』講談社現代新書 2013
- 『来世は女優』文藝春秋 2013
- 『大原御幸 帯に生きた家族の物語』講談社 2014 のち講談社文庫
- 『決意とリボン』文藝春秋 2014
- 『「結婚」まで よりぬき80s』文春文庫 2014
- 『「中年」突入! ときめき90s』文春文庫 2014
- 『出好き、ネコ好き、私好き』光文社 2014
- 『突然美女のごとく』マガジンハウス 2014 のちマガジンハウス文庫
- 『「美」も「才」も うぬぼれ00s』文春文庫 2014
- 『フェイバリット・ワン』集英社 2014 のち集英社文庫
- 『STORY OF UJI 小説源氏物語』小学館 2015
- 『中島ハルコの恋愛相談室』文藝春秋 2015
- 『美女千里を走る』マガジンハウス 2015
- 『マイストーリー 私の物語』朝日新聞出版,2015
- 『マリコ、炎上』文藝春秋 2016
- 『マリコノミクス！ --まだ買ってる』文春文庫 2016
- 『女の七つの大罪』中経出版 2016 のち角川文庫
- 『美を尽くして天命を待つ』マガジンハウス 2016
- 『思秋期 -感情的な人ほど早く老いる! ?』ブックマン社 2016
- 『教えて！ 校長先生 「才色兼備」が育つ神戸女学院の教え』中公新書 2016
- 『私のスポットライト(児童書) 』ポプラ社 2016
- 『私のスポットライト(一般書)』ポプラ社 2016
- 『中島ハルコはまだ懲りてない！』文藝春秋 2016
- 『賢女の極意』文藝春秋 2016
- 『ビューティーキャンプ』幻冬舎 2016
- 『下衆の極み』文藝春秋 2017
- 『我らがパラダイス』毎日新聞出版 2017 のち集英社文庫
- 『西郷どん!』KADOKAWA 2017　のち角川文庫
- 『運命はこうして変えなさい 賢女の極意120』文藝春秋 2018
- 『愉楽にて』日本経済新聞出版 2018　のち新潮文庫
- 『女はいつも四十雀 』光文社 2019年5月、光文社文庫(2022年7月)
- 『私はスカーレット』小学館〈小学館文庫〉。
  1. 2019年10月、ISBN 978-4-09-406700-2。
  2. 2020年04月、ISBN 978-4-09-406758-3。
  3. 2020年10月、ISBN 978-4-09-406824-5。
  4. 2020年10月、ISBN 978-4-09-407005-7。

#### 2020年代
- 『綴る女 評伝・宮尾登美子』中央公論新社、2020年2月。ISBN 978-4-12-005269-9。
- 『不倫のオーラ』文藝春秋〈文春文庫〉、2020年3月。ISBN 978-4-16-791462-2。
- 『夜明けのM』文藝春秋、2020年3月。ISBN 978-4-16-391178-6。
- 『ウェイティング・バー』文藝春秋〈文春文庫〉、2020年5月。ISBN 978-4-16-791490-5。
- 『美女は飽きない』マガジンハウス〈マガジンハウス文庫〉、2020年6月。ISBN 978-4-8387-7105-9。
- 『美女ステイホーム』マガジンハウス、2020年6月。ISBN 978-4-8387-3106-0。
- 『小説8050』新潮社、2021年4月。ISBN 978-4-10-363111-8。
- 『美女の魔界退治』マガジンハウス、2021年6月。ISBN 978-4-8387-3156-5。
- 『美女は天下の回りもの』マガジンハウス、2021年6月。ISBN 978-4-8387-7107-3。
- 『トライアングル・ビーチ』文藝春秋〈文春文庫〉、2021年7月。ISBN 978-4-16-791721-0。
- 『李王家の縁談』文藝春秋、2021年11月。ISBN 978-4-16-791721-0。/ 文春文庫(2024年12月)
- 『奇跡』講談社、2022年2月。ISBN 978-4-06-524305-3。/ 講談社文庫(2025年2月)
- 『たまには冒険 美女入門19』マガジンハウス(マガジンハウス文庫)、2024年8月 ISBN 978-4838771134
- 『皇后は闘うことにした』文藝春秋、2024年12月 ISBN 978-4-16-391923-2

#### 小説

##### 1980年代
- 『ブルーレディに赤い薔薇』光文社カッパ・ブックス 1984年 のち文庫）
- 『葡萄が目にしみる』角川書店 1984年 のち文庫）
- 『星影のステラ』角川書店 1985年 のち文庫、角川文庫 2024年1月）
- 『胡桃の家』新潮社 1986年 のち文庫）
- 『ファニーフェイスの死』（小説）集英社 1987年 のち集英社文庫、中公文庫）

#### 1990年代
- 『本を読む女』（小説）（新潮社 1990年 のち文庫）
- 『ミカドの淑女』（小説 新潮社 1990年 のち文庫）
- 『トーキョー国盗り物語』（小説 集英社 1992年 のち文庫）
- 『不機嫌な果実』（小説 文藝春秋 1996年 のち文庫）

#### 2010年代
- 『いいんだか悪いんだか』（文藝春秋 2010年）のち文庫
- 『六条御息所 源氏がたり 一、光の章』（小学館 2010年）『六条御息所 源氏がたり』小学館文庫 2016
  - 『六条御息所 源氏がたり 二 華の章』（小学館 2011年）
  - 『六条御息所源氏がたり 3 (空の章)』小学館 2012
- 『秘密のスイーツ』（ポプラ社 2010年）のち文庫
- 『秘密のスイーツ』いくえみ綾絵（児童書）（ポプラ社 2010年）のちポケット文庫
- 『やんちゃな時代』（文藝春秋 2011年）のち文庫
- 『アスクレピオスの愛人』新潮社 2012 のち文庫
- 『"あの日のそのあと"風雲録 夜ふけのなわとび 2011』文藝春秋 2012『銀座ママの心得』文庫
- 『中年心得帳』講談社 2012『野心と美貌 中年心得帳』文庫
- 『美女の七光り』マガジンハウス 2012 のち文庫
- 『桃栗三年美女三十年 an・an名物連載美女入門スペシャル』マガジンハウス 2012
- 『正妻 慶喜と美賀子』講談社 2013　のち文庫
- 『美女と呼ばないで』マガジンハウス 2013
- 『美女入門金言集 マリコの教え117』マガジンハウス 2013
- 『野心のすすめ』講談社現代新書 2013
- 『来世は女優』文藝春秋 2013
- 『大原御幸 帯に生きた家族の物語』講談社 2014 のち講談社文庫
- 『決意とリボン』文藝春秋 2014
- 『「結婚」まで よりぬき80s』文春文庫 2014
- 『「中年」突入! ときめき90s』文春文庫 2014
- 『出好き、ネコ好き、私好き』光文社 2014
- 『突然美女のごとく』マガジンハウス 2014 のちマガジンハウス文庫
- 『「美」も「才」も うぬぼれ00s』文春文庫 2014
- 『フェイバリット・ワン』集英社 2014 のち集英社文庫
- 『STORY OF UJI 小説源氏物語』小学館 2015
- 『中島ハルコの恋愛相談室』文藝春秋 2015
- 『美女千里を走る』マガジンハウス 2015
- 『マイストーリー 私の物語』朝日新聞出版,2015
- 『マリコ、炎上』文藝春秋 2016
- 『マリコノミクス！ --まだ買ってる』文春文庫 2016
- 『女の七つの大罪』中経出版 2016 のち角川文庫
- 『美を尽くして天命を待つ』マガジンハウス 2016
- 『思秋期 -感情的な人ほど早く老いる! ?』ブックマン社 2016
- 『教えて！ 校長先生 「才色兼備」が育つ神戸女学院の教え』中公新書 2016
- 『私のスポットライト(児童書) 』ポプラ社 2016
- 『私のスポットライト(一般書)』ポプラ社 2016
- 『中島ハルコはまだ懲りてない！』文藝春秋 2016
- 『賢女の極意』文藝春秋 2016
- 『ビューティーキャンプ』幻冬舎 2016
- 『下衆の極み』文藝春秋 2017
- 『我らがパラダイス』毎日新聞出版 2017 のち集英社文庫
- 『西郷どん!』KADOKAWA 2017　のち角川文庫
- 『運命はこうして変えなさい 賢女の極意120』文藝春秋 2018
- 『愉楽にて』日本経済新聞出版 2018　のち新潮文庫
- 『女はいつも四十雀 』光文社 2019年5月、光文社文庫(2022年7月)
- 『私はスカーレット』小学館〈小学館文庫〉。
  1. 2019年10月、ISBN 978-4-09-406700-2。
  2. 2020年04月、ISBN 978-4-09-406758-3。
  3. 2020年10月、ISBN 978-4-09-406824-5。
  4. 2020年10月、ISBN 978-4-09-407005-7。

#### 2020年代
- 『綴る女 評伝・宮尾登美子』中央公論新社、2020年2月。ISBN 978-4-12-005269-9。
- 『不倫のオーラ』文藝春秋〈文春文庫〉、2020年3月。ISBN 978-4-16-791462-2。
- 『夜明けのM』文藝春秋、2020年3月。ISBN 978-4-16-391178-6。
- 『ウェイティング・バー』文藝春秋〈文春文庫〉、2020年5月。ISBN 978-4-16-791490-5。
- 『美女は飽きない』マガジンハウス〈マガジンハウス文庫〉、2020年6月。ISBN 978-4-8387-7105-9。
- 『美女ステイホーム』マガジンハウス、2020年6月。ISBN 978-4-8387-3106-0。
- 『小説8050』新潮社、2021年4月。ISBN 978-4-10-363111-8。
- 『美女の魔界退治』マガジンハウス、2021年6月。ISBN 978-4-8387-3156-5。
- 『美女は天下の回りもの』マガジンハウス、2021年6月。ISBN 978-4-8387-7107-3。
- 『トライアングル・ビーチ』文藝春秋〈文春文庫〉、2021年7月。ISBN 978-4-16-791721-0。
- 『李王家の縁談』文藝春秋、2021年11月。ISBN 978-4-16-791721-0。/ 文春文庫(2024年12月)
- 『奇跡』講談社、2022年2月。ISBN 978-4-06-524305-3。/ 講談社文庫(2025年2月)
- 『たまには冒険 美女入門19』マガジンハウス(マガジンハウス文庫)、2024年8月 ISBN 978-4838771134
- 『皇后は闘うことにした』文藝春秋、2024年12月 ISBN 978-4-16-391923-2

#### 連載など
- マイストーリー 私の物語（『朝日新聞』朝刊連載 2014年5月1日 -2015年4月）

### 共著
- 『チャンネルの5番』（山藤章二共著 講談社 1988年 のち文庫）
- 『超恋愛』（江原啓之 マガジンハウス 2007年）
- 『誰も教えてくれなかった『源氏物語』本当の面白さ』（山本淳子対談 小学館101新書 2008年）
- 『10ラブ・ストーリーズ』編 朝日文庫 2011
- 『流転の歌人柳原白蓮 紡がれた短歌とその生涯』馬場あき子,東直子,宮崎蕗苳共著 NHK出版 2014
- 『男と女の理不尽な愉しみ』（壇蜜共著）

### 翻訳
- レオ・ブスカリア『Loving each other』相原真理子共訳 講談社 1986年）
- マリアン・ウォーカー『マーガレット ラブ・ストーリー』（講談社 1996年 のち文庫）
- セシリア・アハーン『P.S. アイラヴユー』小学館 2004年 のち文庫）

### 漫画原作
- 星に願いを（作画：本間千恵子、講談社、1985年）
- 虹のナターシャ（作画：大和和紀、講談社、1995年 - 1997年）
- 西郷どん!（作画：日高建男、KADOKAWA、2017年 - 2018年）
- ハイパーミディ中島ハルコ（作画：東村アキコ、集英社、2018年 - ）

### 作詞
- 流通科学大学校歌「神戸の風は」
- 福島県立会津学鳳中学校・高等学校校歌「校歌〜空よ〜」
- 富山県高岡市 市の歌 「ふるさと高岡」

## 映像化作品

### テレビドラマ
- 林真理子の星に願いを（1984年、TBS）原作：『星に願いを』
- 南青山物語（1986年、フジテレビ）原作：『南青山物語』
- 胡桃の家（1987年、TBS）原作：『胡桃の家』
- ビデオ・パーティー（1987年、TBS）原作：『ビデオパーティー』（『身も心も』に収録）
- しあわせ志願（1988年、NHK総合）原作：『真理子の青春日記&レター』『食べるたびに哀しくって』
- 林真理子の危険な女ともだち（1989年、テレビ朝日）原作：『満ちたりぬ月』
- 女キャスター物語（1990年、テレビ東京）原作：『幕はおりたのだろうか』
- 葡萄が目にしみる（1991年、フジテレビ）原作：『葡萄が目にしみる』
- ラブストーリーは突然に「素敵なボーイ・ミーツ・ガール」（1991年、フジテレビ）原作：『素敵なボーイ・ミーツ・ガール』
- ミカドの淑女（1992年、テレビ朝日）原作：『ミカドの淑女』
- トーキョー国盗り物語（1993年、NHK総合）原作：『トーキョー国盗り物語』
- 素晴らしき家族旅行（1996年、フジテレビ／1998年、テレビ東京）原作：『素晴らしき家族旅行』
- 恐い女シリーズ（1）女の怪談「土曜日の献立」ほか2編（1996年、フジテレビ）原作：『怪談―男と女の物語はいつも怖い』
- 不機嫌な果実（1997年、TBS）原作：『不機嫌な果実』
- 夢みる葡萄〜本を読む女〜（2003年、NHK総合）原作：『本を読む女』
- コスメティック（2003年、WOWOW）原作：『コスメティック』
- anego[アネゴ]（2005年、日本テレビ）原作：『anego』
- ウーマンズ・アイランド〜彼女たちの選択〜（2006年、日本テレビ）原作：『ウーマンズ・アイランド』
- 下流の宴（2011年、NHK総合）原作：『下流の宴』
- 不機嫌な果実（2016年、テレビ朝日）原作：『不機嫌な果実』
- 西郷どん（2018年、NHK総合、大河ドラマ）原作：『西郷どん!』[35]
- 最高のオバハン 中島ハルコ（2021 - 2025年、東海テレビ・フジテレビ）原作：『最高のオバハン 中島ハルコの恋愛相談室』『最高のオバハン 中島ハルコはまだ懲りてない！』
- 我らがパラダイス（2023年、NHK BSP・BS4K）原作：『我らがパラダイス』

### 映画
- 不機嫌な果実（1997年、松竹）原作：『不機嫌な果実』
- 東京マリーゴールド（2001年）原作：『一年ののち』（『東京小説』に収録）

## その他のメディア展開
オーディオブック
- 京都まで（朗読：小西真奈美／2012年、イー・スピリット）公式ページ

## 出演

### テレビ番組
- クイズやじうまスコップ（1983年11月3日 - 1984年3月29日、フジテレビ）
- おもしろ流行通信（1984年4月14日 - 9月29日、TBS）
- NHK紅白歌合戦（NHK総合・ラジオ第1）
  - 第34回（1983年12月31日） - 審査員
  - 第68回（2017年12月31日）  - 審査員

### ラジオ
- 「金色の時間」（2021年1月3日、NHK-FM）[36] - ゲスト
- 体験ラジオAチャンネル（TBSラジオ）

### CM
- NECパーソナルワードプロセッサ PWP-100（1984年）

## 演じた人物
- 原田知世 - NHK総合 銀河テレビ小説『しあわせ志願』（役名は林田由利子）